# Међународна лезбијска, геј, бисексуална, транс и интерсекс асоцијација
Међународна лезбијска, геј, бисексуална, транс и интерсекс асоцијација, скраћено: ИЛГА (енгл. International Lesbian, Gay, Bisexual, Trans and Intersex Association, ILGA) је кровна организација за више од 1500 ЛГБТ+ организација широм света. Aктивно учествује у кампањама за ЛГБТ права и права интерсекс особа на међународној сцени људских права и грађанских права, и редовно подноси петиције Уједињеним нацијама и владама. ИЛГА је заступљена у више од 150 земаља широм света. ИЛГА је акредитована од стране Уједињених нација и има консултативни статус као невладина организација у Економском и социјалном савету Организације уједињених нација (ЕКОСОЦ).

## Историја
ИЛГА је основана као Међународна геј асоцијација (ИГА) у августу 1978. године, током конференције Кампање за хомосексуалну равноправност у Ковентрију, у Енглеској, на састанку којем је присуствовало 30 мушкараца који представљају 17 организација из 14 земаља. То је променило име у Међународну асоцијацију лезбијки и гејева (ИЛГА) 1986. године. Променила је име у Међународну асоцијацију лезбијки и гејева(ИЛГА) 1986. године. Конференција у Ковентрију је такође позвала Амнести Интернашонал (АИ) да се позабави питањем прогона лезбијки и гејева. Након тринаестогодишње кампање АИ је учинила људска права лезбијки и гејева делом свог мандата 1991. године и сада заговара права ЛГБТ особа на међународном нивоу.
ИЛГА је учествовала у томе да Светска здравствена организација одбаци хомосексуалност са листе болести.
ИЛГА је прва организација за лезбијска и геј права која је добила „консултативни статус” као невладина организација у Уједињеним нацијама. Изјаве су дате у име ИЛГА 1993. и 1994. године на седницама Подкомисије Уједињених нација за спречавање дискриминације и заштите мањина и на седници Комисије за људска права Уједињених нација 1994. године. Статус невладине организације ИЛГА суспендован је у септембру 1994. године, међутим, ИЛГА је у јулу 2011. године повратила свој консултативни статус ЕКОСОЦ-а при Уједињеним нацијама. допуштајући јој да присуствује конференцијама и догађајима ОУН-а, подноси писане изјаве, усмено интервенише и организује састанке у зградама ОУН-а.
У 2005. години објављено је саопштење у којем се наводи да је избор Бенедикта XVI за папу изазвао бол међу ЛГБТ особама.

## Светска конференција
Према свом уставу, ИЛГА одржава светску конференцију на којој могу учествовати све њене организације чланице. Светска конференција обично поставља време и место следеће конференције. Међутим, Извршни одбор може искористити своју моћ у складу са уставом да одреди алтернативно место, у случају да организација у првобитно најављеном месту постане неодржива, као што је био случај 2008. године, када је првобитно најављена организација у граду Квебек морала бити напуштена због потешкоћа од стране локалног организационог одбора у прикупљању потребних средстава, те се конференција на крају одржала у Бечу. Светска конференција ИЛГА 2010. одржана је у Сао Паулу у Бразилу. Конференција 2012. одржана је у Стокхолму, а конференција 2014. одржана је у Мексико Ситију.

## Међународни интерсекс форум
Са намером да укључе интерполне људе у свој активности, ИЛГА и ИЛГА Европе спонзоришу међународно окупљање интерсекс активиста и организација. Међународни интесекс форум се од 2011. године одржава на годишњем нивоу.

## Извештаји ИЛГА
ИЛГА је 2011. године објавила свој извештај о хомофобији и мапу која је избацила на видело 75 земаља које још увек криминализују истополне односе између две пунолетне особе. Ове земље су углавном у Африци и Азији. Ажурирану верзију извештаја је објавила 2016. године где је констатовано да су сексуални односи између особа истог пола илегални у 73 државе. Ове земље чине 37% држава чланица Уједињених нација. Од тога, тридесет три су у Африци, двадесет и три у Азији, једанаест на америчком континенту и шест у Океанији.
У 2016. години, ИЛГА је објавила своје Глобално истраживање ставова о ЛГБТИ особама за 2016. годину, , а 2017. године извештај о мањинама који подразумева истраживање ставова према сексуалним и родним мањинама широм света.

## Регионалне организације[17]
- Панафричка ИЛГА
- ИЛГА Азије
- ИЛГА Европе
- ИЛГА Латинске Америке и Кариба
- ИЛГА Северне Америке
- ИЛГА Океаније